# アマドゥ・オナナ
アマドゥ・バ・ゾン・ジョルジュ・ムヴォム・オナナ（Amadou Ba Zeund Georges Mvom Onana、2001年8月16日 - ）は、セネガル・ダカール出身のサッカー選手。プレミアリーグ・アストン・ヴィラ所属。ベルギー代表。ポジションはMF。

## クラブ経歴
2019年にTSG 1899ホッフェンハイムの下部組織からハンブルガーSVに加入し、2020年9月14日、DFBポカールのディナモ・ドレスデン戦にてプロデビューを果たした。また、この試合ではプロ初得点を試合終了間際の89分に挙げたが、1-4で試合には敗れた。
2021年8月5日、リーグ・アン王者のリールOSCに移籍し、5年契約を結んだ。2021-22シーズンのリーグ・アンでは32試合に出場し1得点を挙げ、 UEFAチャンピオンズリーグではチームの全8試合に出場した。
2022年8月2日、プレミアリーグに所属するエヴァートンFCに5年契約で移籍した。2023年1月14日に行われたホームでのサウサンプトン戦でコーナーキックからヘディングシュートを決め、エバートンでのプレミアリーグ初ゴールを決めた。
2023年12月19日、EFLカップ準々決勝のフラム戦、PK戦までもつれ込んだ試合でエバートンの勝利を決定づけるはずだったPKを失敗。PK戦では4対3でエバートンのリードで進む中、オナナは助走なしでシュートするもフラムのゴールキーパー、ベルント・レノに阻止された。試合はフラムが7対6でPK戦を制し勝利した。
2024年7月22日、アストン・ヴィラFCへの完全移籍が発表された。また、一部報道では移籍金はクラブ史上最高額となる5000万ポンドと報じられた。2024年8月17日、アストン・ヴィラでのデビュー戦となる開幕戦のウェストハム・ユナイテッド戦でゴールを決め2-1の勝利に貢献。 2週間後のレスター・シティ戦で2-1の勝利を収めた試合でも先制点を決め、 2024-25プレミアリーグシーズン3試合を終えた時点でのリーグ戦最高得点記録に並んだ。 9月17日、オナナはUEFAチャンピオンズリーグデビュー戦となったBSCヤングボーイズ戦でも1ゴールを決め3-0の勝利に貢献した。2025年4月19日、ニューカッスル戦でもダメ押しとなる鮮やかなミドルシュートでヴィラの4点目を決め、4-1での勝利に貢献した。

## 代表経歴
ベルギーの各世代別代表を経て、2022年6月3日、UEFAネーションズリーグのオランダ代表戦にて20歳でベルギー代表デビューを飾った。
2022年11月10日、オナナは2022年FIFAワールドカップ・カタール大会の最終メンバー26名に選出された。同大会では2試合に出場し、グループリーグ第1戦のカナダ代表戦では交代出場、第2戦のモロッコ代表戦では先発出場。ベルギー代表は最終戦でクロアチア代表と0-0で引き分け、敗退となった。
2024年5月28日、UEFAユーロ2024に出場する26人の選手に選出された。同大会でベルギー代表の4試合にフル出場したが、チームはベスト16で隣国フランス代表に負け敗退した。 

## 私生活
- ウォロフ語、フランス語、オランダ語、ドイツ語、英語の5つの言語に堪能[20][21]。
- 24 amというステージネームで2024年8月2日にデビューシングル「Check On Me」をリリースしラッパーデビューしている[22]。2025年7月9日にはセカンドシングル「Mexique」をリリース[23]。
- 好きなアメリカ人ミュージシャンは？という質問には「リル・ベイビー」と答えている[24]。

## 個人成績
| クラブ                | シーズン     | 背番号       | リーグ                           | リーグ | リーグ | ナショナルカップ | ナショナルカップ | リーグカップ | リーグカップ | ヨーロッパ | ヨーロッパ | 合計 | 合計 |
| クラブ                | シーズン     | 背番号       | ディヴィジョン                   | 出場   | 得点   | 出場             | 得点             | 出場         | 得点         | 出場       | 得点       | 出場 | 得点 |
| --------------------- | ------------ | ------------ | -------------------------------- | ------ | ------ | ---------------- | ---------------- | ------------ | ------------ | ---------- | ---------- | ---- | ---- |
| TSGホッフェンハイムII | 2018–19      | 15           | レギオナルリーガ・ズートヴェスト | 1      | 0      | —                | —                | —            | —            | —          | —          | 1    | 0    |
| ハンブルガーSV        | 2020–21      | 24           | 2. ブンデスリーガ                | 25     | 2      | 1                | 1                | —            | —            | —          | —          | 26   | 3    |
| リール                | 2021–22      | 24           | リーグ1                          | 32     | 1      | 2                | 2                | —            | —            | 9          | 0          | 43   | 3    |
| エバートン            | 2022–23      | 8            | プレミアリーグ                   | 33     | 1      | 1                | 0                | 1            | 0            | —          | —          | 35   | 1    |
| エバートン            | 2023–24      | 8            | プレミアリーグ                   | 30     | 2      | 3                | 0                | 4            | 1            | —          | —          | 37   | 3    |
| エバートン            | 合計         | 合計         | 合計                             | 63     | 3      | 4                | 0                | 5            | 1            | —          | —          | 72   | 4    |
| アストン・ヴィラ      | 2024–25      | 24           | プレミアリーグ                   | 26     | 3      | 2                | 1                | 1            | 0            | 5          | 1          | 34   | 5    |
| キャリア合計          | キャリア合計 | キャリア合計 | キャリア合計                     | 147    | 9      | 9                | 4                | 6            | 1            | 14         | 1          | 176  | 15   |

2025年5月25日現在

### 試合数
- 国際Aマッチ 22試合 0得点（2022年-）[25]

| ベルギー代表 | 国際Aマッチ | 国際Aマッチ |
| 年           | 出場        | 得点        |
| ------------ | ----------- | ----------- |
| 2022         | 4           | 0           |
| 2023         | 5           | 0           |
| 2024         | 11          | 0           |
| 2025         | 2           | 0           |
| 合計         | 22          | 0           |

### 出場大会
- ベルギー代表
  - 2022 FIFAワールドカップ
  - UEFA EURO 2024